# Route Joffre
Die Route Joffre, benannt nach dem französischen General Joseph Joffre, wurde aus strategischen Gründen im Ersten Weltkrieg angelegt, um eine Verbindung zwischen den Tälern der Doller und der Thur herzustellen. Sie spielte bei den Kämpfen im Elsass, auch für den Nachschub bei den Gefechten am Hartmannsweiler Kopf eine wichtige Rolle.
Im Winter 1944/45 rückten die französischen Truppen über die Route Joffre gegen Thann vor. Dabei gab es auf der von den Deutschen verminten Strecke zahlreiche Todesopfer. Ein Denkmal auf der südwestlich benachbarten Anhöhe erinnert an die Gefallenen des französischen Stoßtrupps. Der rasche französische Vorstoß machte es den sich zurückziehenden deutschen Truppen unmöglich, die Straße ganz unpassierbar zu machen.
Heute ist die 15 km lange Strecke eine beliebte Touristenstraße, die die  Orte Thann und Masevaux über den 748 m hohen Col du Hundsruck verbindet. Von der Passhöhe aus erreicht man auf Wanderwegen (GR5) die Weidfelder des Thanner Hubel (1183 m) mit einer Ferme Auberge und des Rossberg (1191 m) mit der großartigen Aussicht bis zur Alpenkette.